# Китайски червен сеносъбирач
Китайски червен сеносъбирач (Ochotona erythrotis) е зайцевиден бозайник от род Сеносъбирачи обитаващ планински райони на Централен Китай.

## Разпространение и местообитания
Китайските червени сеносъбирачи са ендемични за Китай. Разпространени са в провинциите Гансу, Цинхай, Съчуан, Юнан и Синдзян-уйгурския автономен регион. Обитават планините на надморска височина 2000 – 4000 метра.

## Описание
Общата дължина на тялото е 18,1 – 28,5 cm.

## Начин на живот
Обитава скални стени и чукари, но обикновено винаги се намират в непосредствена близост до алпийски храстови съобщества или ливади. Този вид копае и дупки под земята с дължина 1 - 2 метра.

## Хранене
Хималайските сеносъбирачи са изключително растителноядни.

## Размножаване
Чифтосването е от май до август. Раждат по два пъти на година от три до седем малки.